# 군데리쿠스

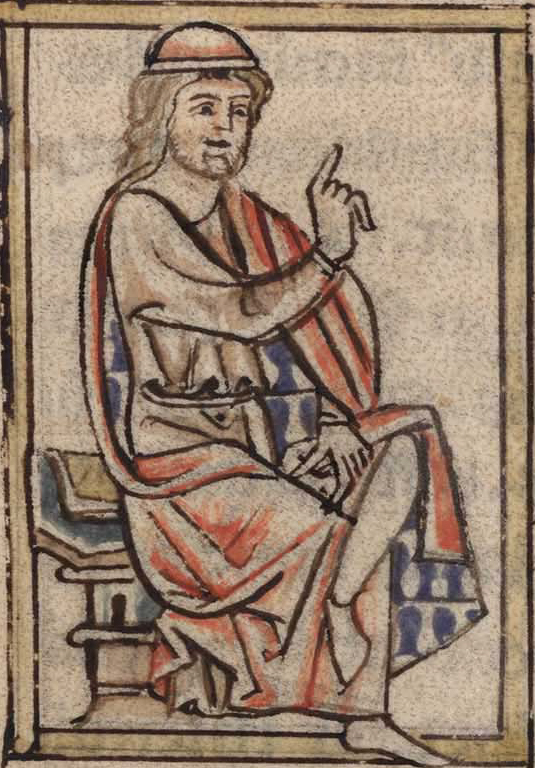

군데리쿠스(Gundericus, 379년-428년)는 반달족의 족장으로 407년 아버지 고디기젤이 죽자 그 뒤를 이어 반달족을 지배했고 나중에는 알라니족을 병합하였다.
반달족은 프랑크족과 경쟁하면서 물밀듯이 갈리아를 남하했고 닥치는 대로 황폐화시키고 아키텐까지 밀려갔다. 409년 반달족은 계속 남진하여 피레네산맥을 넘어 히스파니아로 들어갔다. 히스파니아에 이미 정착해 있던 로마 제국의 동맹 부족과 전쟁을 벌이면서 반달족은 점차 그 영역을 넓혔다. 426년 알라니족이 서고트족과의 경쟁에서 패하자 알라니족의 생존자들이 군데리크에게 도움을 요청해왔고 군데리크는 알리니족의 족장을 겸하여 반달족과 알라니족의 족장이 되었다.
그의 치세 말년은 수적으로 더 우세한 서고트족과 전투로 점철되었고 428년 그가 죽자 그의 이복동생인 가이세리크가 뒤를 이어 왕이 되었다.
| 전임 고디기젤 | 반달족 족장 406년 - 428 | 후임 가이세리크 |